# Quyangqiao (sockenhuvudort i Kina, Hebei Sheng, lat 38,24, long 114,48)
Quyangqiao är en sockenhuvudort i Kina. Den ligger i provinsen Hebei, i den norra delen av landet, omkring 250 kilometer sydväst om huvudstaden Peking. Antalet invånare är 50 212. Befolkningen består av 25 524 kvinnor och 24 688 män. Barn under 15 år utgör 17,0 %, vuxna 15-64 år 74 %, och äldre över 65 år 7,0 %.
Runt Quyangqiao är det mycket tätbefolkat, med 9 300 invånare per kvadratkilometer. Närmaste större samhälle är Nanlou, 7,0 km nordost om Quyangqiao. Trakten runt Quyangqiao består till största delen av jordbruksmark.
Genomsnittlig årsnederbörd är 702 millimeter. Den regnigaste månaden är juli, med i genomsnitt 228 mm nederbörd, och den torraste är januari, med 4 mm nederbörd.